# Хаймбург, Генрих фон
Генрих фон Геймбург (нем. Heinrich von Heimburg) — третий ландмейстер Тевтонского ордена в 1246—1248 годах.

## Биография
Принадлежал к знатному шляхетскому рода Геймбургов. Семья занимала очень выгодное положение в саксонском обществе. В молодом возрасте присоединился к Тевтонскому ордену. В 1246 году стал ландмейстером Ливонского ордена. В амботенской битве разбил силы куршей и литовцев, значительно укрепив власть ордена в Курляндии. Совершил успешный поход на земгалов.
В 1248 году уступил звание магистра Андреасу фон Вельвену. Дальнейшая судьба неизвестна.